# Zimiromus tonina
Zimiromus tonina är en spindelart som beskrevs av Norman I. Platnick och Mohammad U. Shadab 1976. Zimiromus tonina ingår i släktet Zimiromus och familjen plattbuksspindlar. Inga underarter finns listade i Catalogue of Life.